# Aeolesthes sarta
Aeolesthes sarta là một loài bọ cánh cứng trong họ Cerambycidae.